# 细筒唇柱苣苔
细筒唇柱苣苔（学名：Chirita vestita），为苦苣苔科唇柱苣苔属下的一个植物种。